# Adolphe Déchenaud

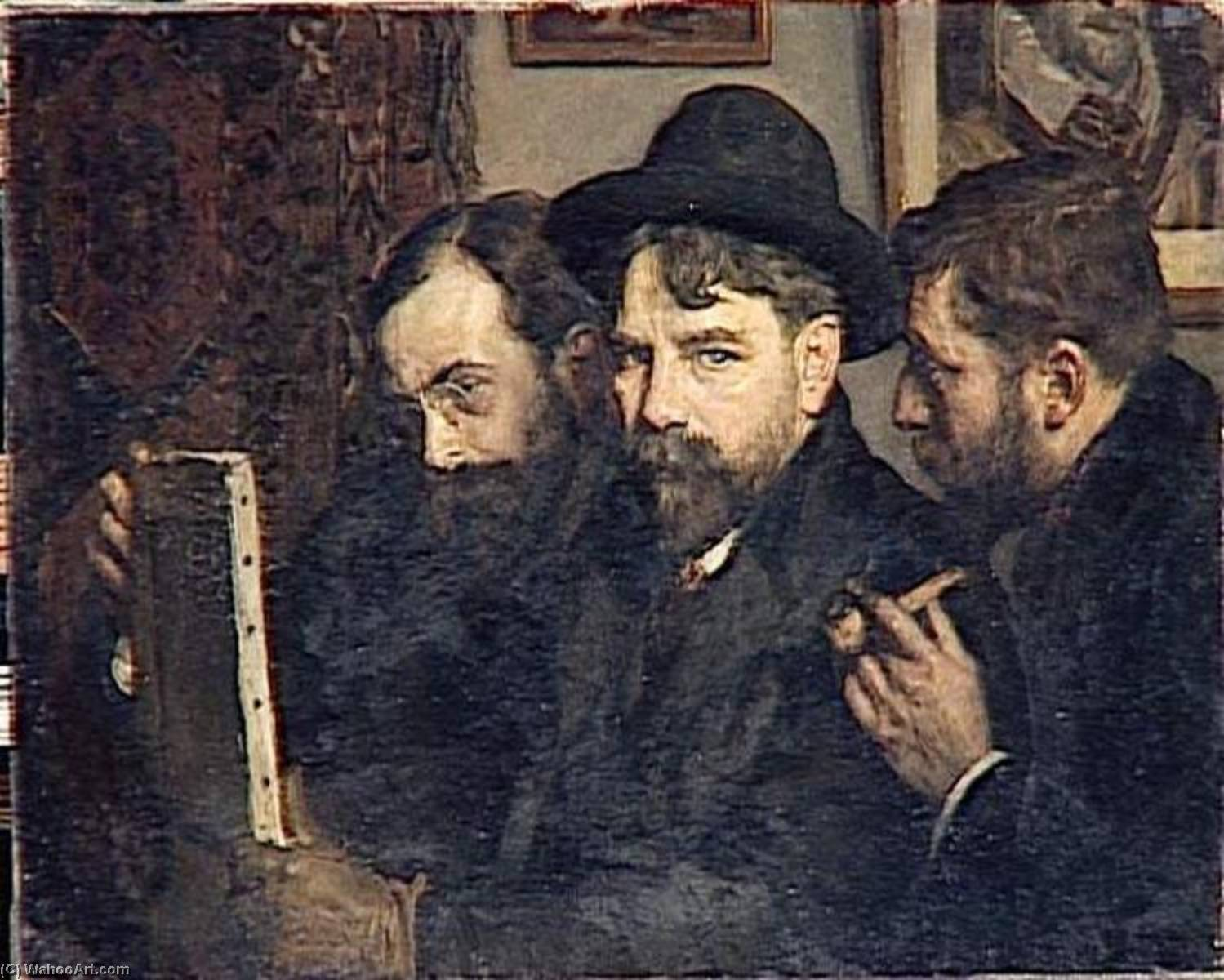
Gruppe der drei Freunde

Adolphe Déchenaud (eigentlich Adolphe Deschenaux, * 19. Juni 1868 in Saint-Ambreuil; † 27. Dezember 1926 in Neuilly-sur-Seine) war ein französischer Maler.
Von 1879 bis 1882 war Déchenaud in der Daix-Borgne-Institution in Neuilly-sur-Seine ansässig. 
Déchenaud studierte ab 1883 an der Académie Julian bei Jules-Joseph Lefebvre, Gustave Boulanger und Jean-Joseph Benjamin-Constant.  
Seit 1885 durfte er an den Wettbewerben der École des Beaux-Arts in Paris teilnehmen. Nach einer einjährigen Pause im Jahr 1886, als er freiwillig beim 13. Infanterieregiment von Nevers diente, setzte er seine Ausbildung an der Académie Julian fort.
1894 gewann er den Prix de Rome und wohnte bis 1898 in der Villa Medici in Rom. Er freundete sich dort mit verschiedenen Künstlern an, wie dem Maler André Devambez, dem Bildhauer François Sicard und dem Architekten Emmanuel Pontremoli, dessen Porträts er malte.
Als Déchenaud 1898 nach Paris zurückkehrte, erhielt er im Salon von 1899 er eine lobende Erwähnung.
Er unterrichtete an der Académie Julian. Am 7. Juli 1910 heiratete er in Paris seine Schülerin Marie Louise Rosine Garcin.
Anlässlich des Salons von 1913 erhielt er mit dem Gemälde „Dans l’Atelier“ eine Ehrenmedaille. 
Déchenaud wurde 1908 zum Ritter der Ehrenlegion ernannt. Er war Mitglied der Jury der Société des Artistes Français. Déchenaud wurde er 1918 zum Mitglied der Académie des Beaux-Arts gewählt. Er starb in seinem Haus in Neuilly-sur-Seine. 
Déchenaud bezog 1904 sein zweites Haus im Dorf Nanton (Saône-et-Loire). Dort befindet sich sein Grabmal.